# Filipe de Oliveira Néri
Filipe Betbezé de Oliveira Néri (Montevidéu, 3 de março de 1820 — Assunção, 1869) foi um jornalista, militar e político brasileiro.

## Biografia
Nascido no Uruguai, onde o pai, brigadeiro, se encontrava em missão oficial, ali realizou seus estudos até, em 1839. Durante a Revolução Farroupilha, se alistou no exército imperial brasileiro, sob o comando de João Propício Mena Barreto. Abandonou as armas antes do final da guerra, envolvido em alguma disputa pessoal.
Foi membro do partido Liberal-Progressista desde a fundação, destacou-se como seu principal defensor público e polemista, tendo sido eleito deputado provincial diversas vezes. Foi também diretor e redator do jornal Correio do Sul, em Porto Alegre.
Intelectual e parlamentar de prestígio, inspirou muitos escritores da geração do Sociedade Partenon Literário, teve sua biografia escrita na Revista da sociedade, lembrando seu patriotismo e talento militar, literário e político.
Foi um dos sócios mais ativos do Instituto Histórico e Geográfico da Província de São Pedro. Constava como orador na diretoria eleita em 1862, além de integrar as comissões de estatutos e redação da Revista e de pesquisa de manuscritos.
Por ocasião da Guerra do Paraguai, seguiu para a frente de batalha, como repórter do Jornal do Commercio do Rio de Janeiro, tendo falecido em Assunção, sendo sepultado perto do Barão do Triunfo.